# Gmina Vrnjačka Banja
Gmina Vrnjačka Banja (serb. Opština Vrnjačka Banja / Општина Врњачка Бања) – gmina w Serbii, w okręgu raskim. W 2018 roku liczyła 26 141 mieszkańców.